# Andrea Anderson
Andrea Anderson (Estados Unidos, 17 de septiembre de 1977) es una atleta estadounidense retirada, especializada en la prueba de 4x400 m en la que llegó a ser campeona olímpica en 2000.

## Carrera deportiva
En los JJ. OO. de Sídney 2000 ganó la medalla de oro en los relevos 4x400 metros, con un tiempo de 3:22.62 segundos, llegando a la meta por delante de Jamaica y Rusia, siendo sus compañeras de equipo: Jearl Miles-Clark, Monique Hennagan y LaTasha Colander.